# John Brademas

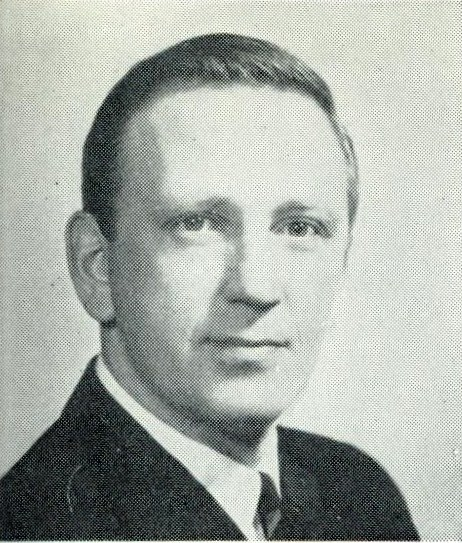
John Brademas

John W. Brademas (* 2. März 1927 in Mishawaka, Indiana; † 11. Juli 2016 in New York City, New York) war ein US-amerikanischer Politiker. Zwischen 1959 und 1981 vertrat er den Bundesstaat Indiana im US-Repräsentantenhaus.

## Werdegang
John Brademas besuchte die Central High School in South Bend. In den Jahren 1945 und 1946 diente er in der US-Marine. Danach studierte er bis 1949 an der Harvard University sowie bis 1954 an der University of Oxford in England. Politisch schloss sich Brademas der Demokratischen Partei an. Im Jahr 1955 arbeitete er für US-Senator Patrick V. McNamara aus Michigan. Gleichzeitig war er auch für den Kongressabgeordneten Thomas Ashley aus Ohio und den demokratischen Präsidentschaftskandidaten Adlai Stevenson tätig. Zwischen 1957 und 1958 war er Fakultätsmitglied am Saint Mary’s College in Notre Dame.
In den Jahren 1954 und 1956 kandidierte er noch jeweils erfolglos für den Kongress. Bei den Kongresswahlen des Jahres 1958 wurde Brademas dann im dritten Wahlbezirk von Indiana in das US-Repräsentantenhaus in Washington, D.C. gewählt, wo er am 3. Januar 1959 die Nachfolge von F. Jay Nimtz antrat. Nach zehn Wiederwahlen konnte er bis zum 3. Januar 1981 elf Legislaturperioden im Kongress absolvieren. Im Jahr 1959 war er Mitglied der Kongressdelegation auf der ersten Interamerikanischen Konferenz in der peruanischen Hauptstadt Lima. Während seiner Zeit als Kongressabgeordneter fand der Vietnamkrieg statt. 1974 überschattete die Watergate-Affäre auch die Arbeit des US-Repräsentantenhauses. In jenen Jahren endete auch die Bürgerrechtsbewegung. 1980 unterlag John Brademas, zu diesem Zeitpunkt Whip der demokratischen Mehrheitsfraktion, dem Republikaner John P. Hiler.
Nach seinem Ausscheiden aus dem US-Repräsentantenhaus wurde Brademas Nachfolger von John C. Sawhill als Präsident der New York University in New York City. Diese Position bekleidete er zwischen 1981 und 1992. In der Folge war Brademas Mitglied zahlreicher Kommissionen, die sich mit Kultur, Bildung, Außenpolitik, Technologie oder Geschichte befassten. Er gehörte dem Board of Directors der Federal Reserve Bank of New York sowie der New York Stock Exchange an. Zuletzt war er auch Vorsitzender der American Ditchley Foundation.
1969 wurde Brademas in die American Academy of Arts and Sciences gewählt.